# Talbisa
Talbisa (arab. تلبيسة) – miasto w Syrii, w muhafazie Hims. W 2004 roku liczyło 30 796 mieszkańców.